# Лисакевич Анастасія Валеріївна
Лисакевич Анастасія Валеріївна (нар. 1992) — українська науковиця, математик, вчителька вищої категорії, кавалер ордена Княгині Ольги ІІ та ІІІ ступенів.

## Життєпис
Анастасія Лисакевич народилась 1993 року у Харкові. У 2009 році закінчила комунальний заклад «Харківський фізико-математичний ліцей № 27 Харківської міської ради Харківської області».
У травні 2014 року, будучи студенткою Харківського національного університету імені В. Н. Каразіна, була у складі журі відбору школярів на Міжнародну олімпіаду з математики (IMO) на базі Українського фізико-математичного ліцею.
Завершивши навчання у виші у 2015 році, відмовилась від навчання в аспірантурі, пішла працювати вчителькою математики свого рідного Харківського фізико-математичного ліцею № 27. Вона так само веде олімпіадні гуртки..
Вже на першому році педагогічної діяльності молодій спеціалістці достроково була присвоєна кваліфікаційна категорія «Спеціаліст вищої категорії» та педагогічне звання «вчитель-методист». Також у цьому ж році з нагоди Дня працівників освіти стала кавалером ордена Княгині Ольги ІІІ ступеня.

## Наукові пошуки
Анастасія Лисакевич у 2009 році стала срібною призеркою міжнародної олімпіади, що проходила у м. Беремен (Німеччина).
Підготувала чимало призерів та переможців міжнародних та всеукраїнських олімпіад з математики. Зокрема, вона займається з юними математиками у відбірних та літніх всеукраїнських школах.

## Нагороди та визнання
- орден Княгині Ольги ІІІ ступеня (2015);
- орден Княгині Ольги ІІ ступеня (2020)[5];
- стипендіатка президентського фонду Леоніда Кучми — «Україна».